# گذرنامه آنتیگوآ و باربودا
گذرنامهٔ آنتیگوآ و باربودا یک مدرک سفر بین‌المللی است که توسط کشور آنتیگوآ و باربودا صادر می‌شود و بنا بر داده‌های سال ۲۰۲۳، دارندگان آن می‌توانستند به ۱۵۰ کشور دیگر بدون دریافت ویزا سفر کنند یا ویزا را در بدو ورود دریافت نمایند. این گذرنامه بر اساس رتبه‌بندی شاخص گذرنامهٔ هنلی در سال ۲۰۲۳ در رتبهٔ ۲۸ قرار داشت.